# Lobeline
Lobeline là một pyridin alkaloid được tìm thấy trong nhiều loại cây, đặc biệt là những loại trong chi Lobelia, bao gồm thuốc lá Ấn Độ (Lobelia inflata), thuốc lá Devil (Lobelia tupa), hoa hồng y (Lobelia cardinalis), cây lobelia lớn (Lobelia Siphilitica), Bán biên liên và Hippobroma longiflora. Ở dạng nguyên chất, nó là một loại bột vô định hình màu trắng dễ tan trong nước.

## Sử dụng tiềm năng
Lobeline đã được bán, dưới dạng thuốc viên, để sử dụng làm thuốc hỗ trợ cai thuốc lá, và có thể có ứng dụng trong điều trị các chứng nghiện ma túy khác như nghiện thuốc kích thích, cocaine, hoặc rượu. Tuy nhiên, có bằng chứng lâm sàng hạn chế về bất kỳ hiệu quả.

## Độc tính
Nuốt phải lobeline có thể gây buồn nôn, nôn, tiêu chảy, ho, chóng mặt, rối loạn thị giác, rối loạn thính giác, rối loạn tâm thần, yếu tim, nhịp tim chậm, tăng huyết áp, tăng nhịp thở, run và co giật. Lobeline có chỉ số điều trị hẹp; liều lobeline có lợi có khả năng rất gần với liều độc.

## Dược lý
Lobeline có nhiều cơ chế hoạt động, hoạt động như một phối tử VMAT2, kích thích giải phóng dopamine ở mức độ vừa phải khi dùng một mình, nhưng làm giảm giải phóng dopamine do methamphetamine gây ra. Nó cũng ức chế sự tái hấp thu của dopamine và serotonin, và hoạt động như một chất đối vận - chủ vận hỗn hợp tại các thụ thể acetylcholine nicotinic  mà nó liên kết tại các giao diện của tiểu đơn vị. Nó cũng là một chất đối vận tại các thụ thể μ-opioid. Nó dường như là một chất ức chế P-glycoprotein, theo ít nhất một nghiên cứu. Người ta đã đưa ra giả thuyết rằng ức chế P-glycoprotein làm giảm khả năng kháng hóa trị trong ung thư, có lẽ ảnh hưởng đến bất kỳ chất nền nào của P-gp.
Các hợp chất tương tự, chẳng hạn như lobelane (một loại kiềm nhỏ được tìm thấy trong cùng một loại thực vật) và các dẫn xuất tổng hợp của nó có cùng loại tác dụng sinh học với ái lực tương đối khác với VMAT và các protein khác . Một loại alkaloid sedamine tương tự , chỉ có một nhóm 2-phenylethyl trên vòng piperidine và được tìm thấy trong thực vật thuộc chi sedum, được biết đến là chất ức chế cây đậu amine oxyase  nhưng có ái lực với protein như dopamine vận chuyển rõ ràng đã không được thử nghiệm.